# Последний альбом (альбом Noize MC)
«Последний альбом» — второй студийный альбом российского рэп-рок-исполнителя Noize MC. Презентация альбома состоялась 28 мая 2010 года в московском клубе «Б1 Maximum» и 5 июня 2010 года в питерском Glavclub, позже диск появился на прилавках магазинов России, а также покупателям доступна книга с одноимённым названием, написанная барабанщиком группы Павлом Тетериным. Альбом последовал после переиздания первого. На диске присутствует двадцать треков, плюс один бонусный трек «Мерседес S666». До выхода альбома несколько треков уже было доступно в виде демо-композиций и записей с концертов.
Синглами вышли «Мизантроп-рэп», «Устрой дестрой», «Ругань из-за стены» и «На Марсе классно».

## Список композиций
Все тексты написаны Иваном Алексеевым, если не указан другой, вся музыка написана Иваном Алексеевым, если не указан другой.
| №                   | Название                                           | Текст песни                                                                 | Музыка                                                                                 | Длительность |
| ------------------- | -------------------------------------------------- | --------------------------------------------------------------------------- | -------------------------------------------------------------------------------------- | ------------ |
| 1.                  | «Тыщатыщ»                                          |                                                                             |                                                                                        | 3:31         |
| 2.                  | «Устрой дестрой» (совместно с Чача)                | Александр «Чача» Иванов                                                     |                                                                                        | 3:59         |
| 3.                  | «Испортить вам пати!»                              |                                                                             |                                                                                        | 3:55         |
| 4.                  | «Манки бизнес»                                     |                                                                             |                                                                                        | 3:58         |
| 5.                  | «Бабки в шапку!»                                   |                                                                             | Алексей «Professor» Назарчук                                                           | 3:36         |
| 6.                  | «Артист» (совместно с Staisha)                     |                                                                             |                                                                                        | 3:06         |
| 7.                  | «Певец и актриса» (совместно с Staisha)            |                                                                             |                                                                                        | 4:23         |
| 8.                  | «Бэктон#1»                                         |                                                                             |                                                                                        | 3:35         |
| 9.                  | «Ты не считаешь»                                   |                                                                             |                                                                                        | 4:35         |
| 10.                 | «Красный октябрь»                                  |                                                                             |                                                                                        | 3:51         |
| 11.                 | «Пустые места»                                     |                                                                             |                                                                                        | 4:17         |
| 12.                 | «Ругань из-за стены»                               |                                                                             |                                                                                        | 3:44         |
| 13.                 | «Антенны»                                          |                                                                             | Максим «Инспектор ЗОЖ» Крамар, Павел «Pa$hock» Тетерин                                 | 3:53         |
| 14.                 | «Why the Dollar Falls» (совместно с Раскарандашом) | Иван «Noize MC» Алексеев, Сергей «RasKar» Позняков                          |                                                                                        | 3:34         |
| 15.                 | «Денежный дождь» (совместно с Comme-Il-Faut)       | Иван «Noize MC» Алексеев, Саша «Suntil» Быков, Дмитрий «Короб» Коробейников | Suntil                                                                                 | 3:35         |
| 16.                 | «Гимн понаехавших провинциалов»                    |                                                                             |                                                                                        | 3:31         |
| 17.                 | «Мизантроп-рэп»                                    |                                                                             |                                                                                        | 2:56         |
| 18.                 | «Жечь электричество!»                              |                                                                             | ?                                                                                      | 4:28         |
| 19.                 | «На Марсе классно»                                 |                                                                             | Иван «Noize MC» Алексеев, Павел «Pa$hock» Тетерин                                      | 4:14         |
| 20.                 | «Вот и всё. Ну и что?»                             |                                                                             | Иван «Noize MC» Алексеев, Максим «Инспектор ЗОЖ» Крамар, Александр «Кислый» Кислинский | 2:57         |
| 21.                 | «Мерседес S666» (скрытый трек)                     |                                                                             | Константин «ZuR» Василенко                                                             | 2:10         |
| Общая длительность: | Общая длительность:                                | Общая длительность:                                                         | Общая длительность:                                                                    | 77:59        |

| №  | Название                               | Длительность |
| -- | -------------------------------------- | ------------ |
| 1. | «Audiobook Underground Part 1» (Audio) | 58 мин 46 с  |
| 2. | «Audiobook Underground Part 2» (Audio) | 42 мин 57 с  |
| 3. | «Audiobook Underground Part 3» (Audio) | 51 мин 51 с  |
| 4. | «Audiobook Underground Part 4» (Audio) | 55 мин 16 с  |

## Рецензии и отзывы
Noize MC по праву считается лучшим в стране фристайлером, то есть сочинение стихов для него процесс сродни дыханию. Вдох — строчка, выдох — другая. И судя по „Последнему альбому“, его воздух — это деньги и будни артистов. Импровизировать на эти темы он готов до бесконечности. Кроме этого, его интересуют Москва и её москвичи, Земля и её грустные перспективы, а также вопрос, почему любимая девушка не отвечает на его звонки. Наркотики и прочие криминальные составляющие хип-хоп-культуры, судя по „Последнему альбому“, его, в отличие от ростовских коллег, волнуют гораздо меньше.
— пишет Борис Барабанов в газете «Коммерсантъ».
В итоге „Последний альбом“ не встраивается ни в одну жанровую нишу. Так и должно быть — ведь это больше, чем рэп и панк. Это — да, здоровая популярная музыка, мейнстрим с человеческим лицом, каким он и должен быть. На „Последнем альбоме“ трудно отыскать слабое место. Он фирменно звучит, на нём сильные тексты, здесь большой тематический срез — пластинка обещает быть живучей, а не пылиться в папках iTunes. В наличии энергия, нерв, задор, агрессия, ирония, чувства и ум, смешанные в какой-то очень правильной пропорции. В рамках рэпа альбом штучный — хотя выше уже оговаривалось, что рамками тут не пахнет.
— пишет Андрей Никитин на сайте Rap.ru.
По версии портала The Flow в совместном проекте с re:Store «Последний альбом» стал одним из двадцати наиболее значимых рэп-альбомов 2010-х годов.

## Участники записи
Noize MC
- Иван «Noize MC» Алексеев — вокал, гитара (треки: 2—4, 6—12, 14, 17—20), бас-гитара (1, 2, 4, 6, 9—12, 14, 17, 19), клавишные (1, 4, 8, 9, 17—19), программирование синтезаторов и ударных (20), скрэтч (3, 9)
- Александр «Кислый» Кислинский — вокал (1, 5, 16, 19), бас-гитара (20)
- Павел «Pa$hock» Тетерин — вокал (1, 5, 16, 19)
- Максим «Инспектор ЗОЖ» Крамар — вокал (1, 5, 16, 19), клавишные (20), программирование синтезаторов и ударных (20)

Другие участники
- Сергей «Раскарандаш» Позняков — программирование синтезаторов и ударных (1, 4, 6-8, 13, 16), вокал (1, 14, 16)
- Настя «Staisha» Александрина — вокал (6, 7)
- Александр «Чача» Иванов — вокал (2)
- Сергей Плотников — гитара (16)
- Женя «Marker» (1Shot) — программирование синтезаторов и ударных (2, 3, 9, 12, 14, 17, 18), скрэтч (11)
- Вадик «Shramm» (1Shot) — программирование синтезаторов и ударных (6, 10, 11, 19)
- Алексей «Proffesor» Назарчук (Tracktor Bowling) — программирование синтезаторов и ударных (5)
- Саша «Suntil» (Comme-Il-Faut) — программирование синтезаторов и ударных (15)
- Алексей Алексеев (Majitonic) — труба (4, 13)
- Олег Кудрявцев (Majitonic) — саксофон (4, 7, 13)
- Ярослав Данилин (Majitonic) — тромбон (4, 13)
- Митя Фастунов — виолончель (7, 11, 13)
- Дима «DJ Гормон» Генералов (Da Boogie Crew) — скрэтч (10)
- DJ Patz — скрэтч (1, 5, 13, 20)
- Дима Буланцев — барабаны (4)